# Bálizs Bence
Bálizs Bence (Székesfehérvár, 1990. május 30. –) válogatott jégkorongozó, kapus.

## Pályafutása

### Klubcsapatban
Bálizs pályafutását az Alba Volán utánpótlás csapataiban kezdte. Első mérkőzését a felnőttcsapatban a 2007–2008-as szezonban játszotta a magyar bázisú MOL-ligában. A 2009–2010-es szezonban kölcsönben a Miskolci Jegesmedvék csapatában játszott. A székesfehérváriak EBEL-ben jászó csapatában a 2010–2011-es idényben kapott először lehetőséget, miután a finn Tommi Satosaari szezon közben eligazolt és a magyar válogatott Hetényi Zoltán térdsérülést szenvedett. 2011-ben a MOL-ligában a Fehérvár–Brassó mérkőzésen kapusként gólt ütött, amivel az első magyar felnőtt jégkorongkapus lett, aki valaha betalált az ellenfél hálójába. 2014-ben igazolt Miskolcra. Ezzel a csapattal megnyerte a MOL Ligát és a Magyar kupát is 2015-ben. Az elért klubsikerek mellett egyéni elismerésben is részesült, megkapta a liga legjobb kapusának járó díjat. A következő idényben Budapestre, a MAC csapatához igazolt és hét szezont töltött ebben a klubban. 2017-ben ismét a MOL Liga legjobb kapusának választották.
2022-ben lett a lengyel élvonalban szereplő JKH GKS Jastrzębie játékosa. Az év végén megszerzett ötödik helyezés után távozott a klubtól és a norvég első osztályú Sparta Sarpsborghoz igazolt. 2024-ben a 91,9%-os védési hatékonysága a harmadik legjobb volt a ligában, és a bajnokság legjobb kapusának választották. A 2024–2025-ös szezon végén felbontotta a szerződést csapatával.

### A válogatottban
Bálizs tagja volt az utánpótlásválogatottaknak a világversenyeken. Az U18-as csapattal a divízió II-ből 2008-ban feljutott a divízió I-be. A 2010-es Debrecenben rendezett U20-as divízió II-es bajnokságon második helyezett lett a csapattal, 93,3%-os védési hatékonysága a legjobb volt a tornán.
A felnőttválogatottal első világversenye a 2012-es divízió I-es világbajnokság volt. Tagja volt a 2015-ben feljutó helyen végző csapatnak. A 2016-os világbajnokságra történő felkészülés során Bálizs az utolsó keretszűkítésnél került ki a keretből. Fő csoportos világbajnokságon végül 2023-ban játszhatott először és végül 15. helyezettként esett ki. A következő évi feljutásnak is részese volt, így 2025-ben ismét a legjobbak között vehet részt a válogatottal.